# Ponte das filhas de Jacó

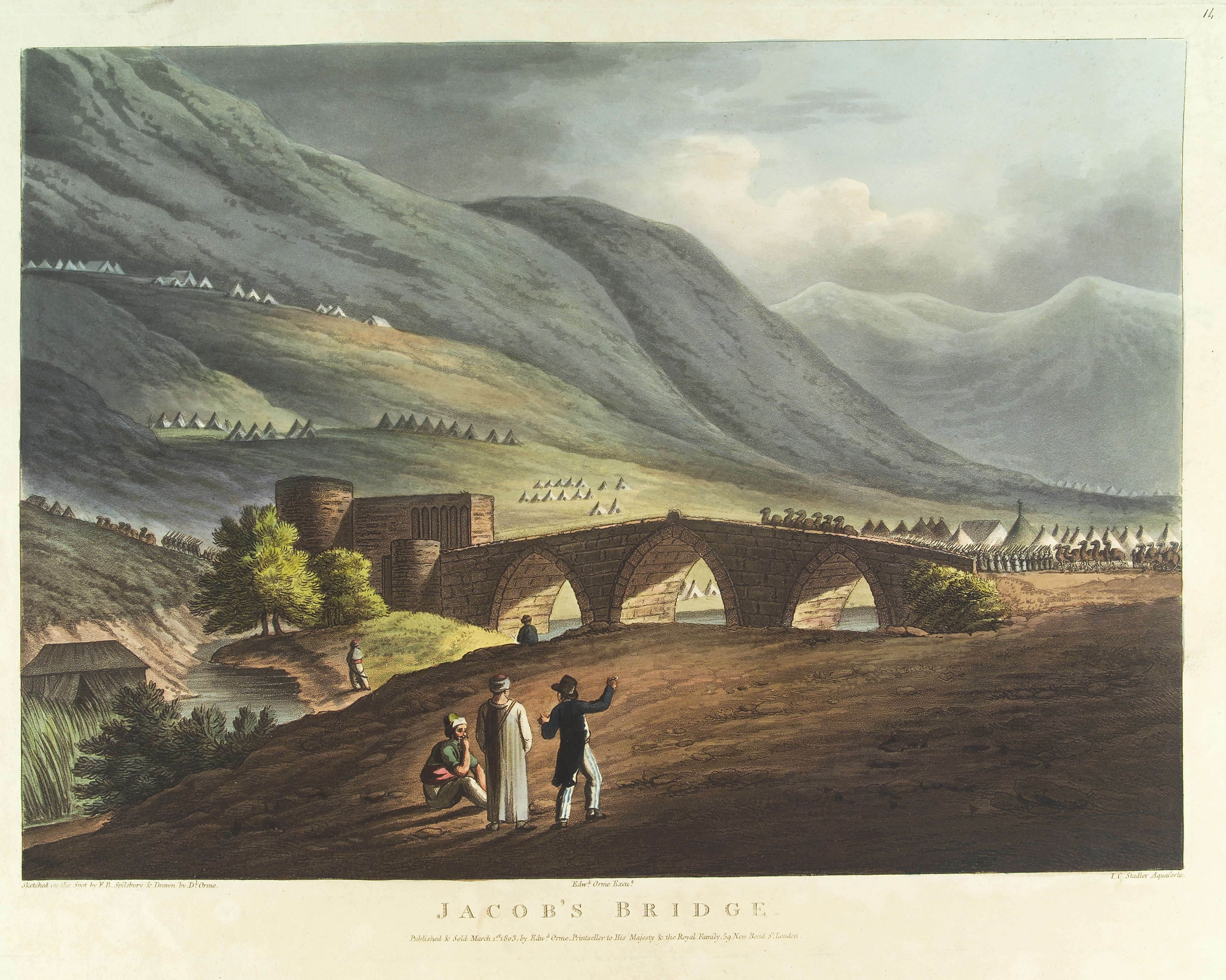
A ponte em 1799

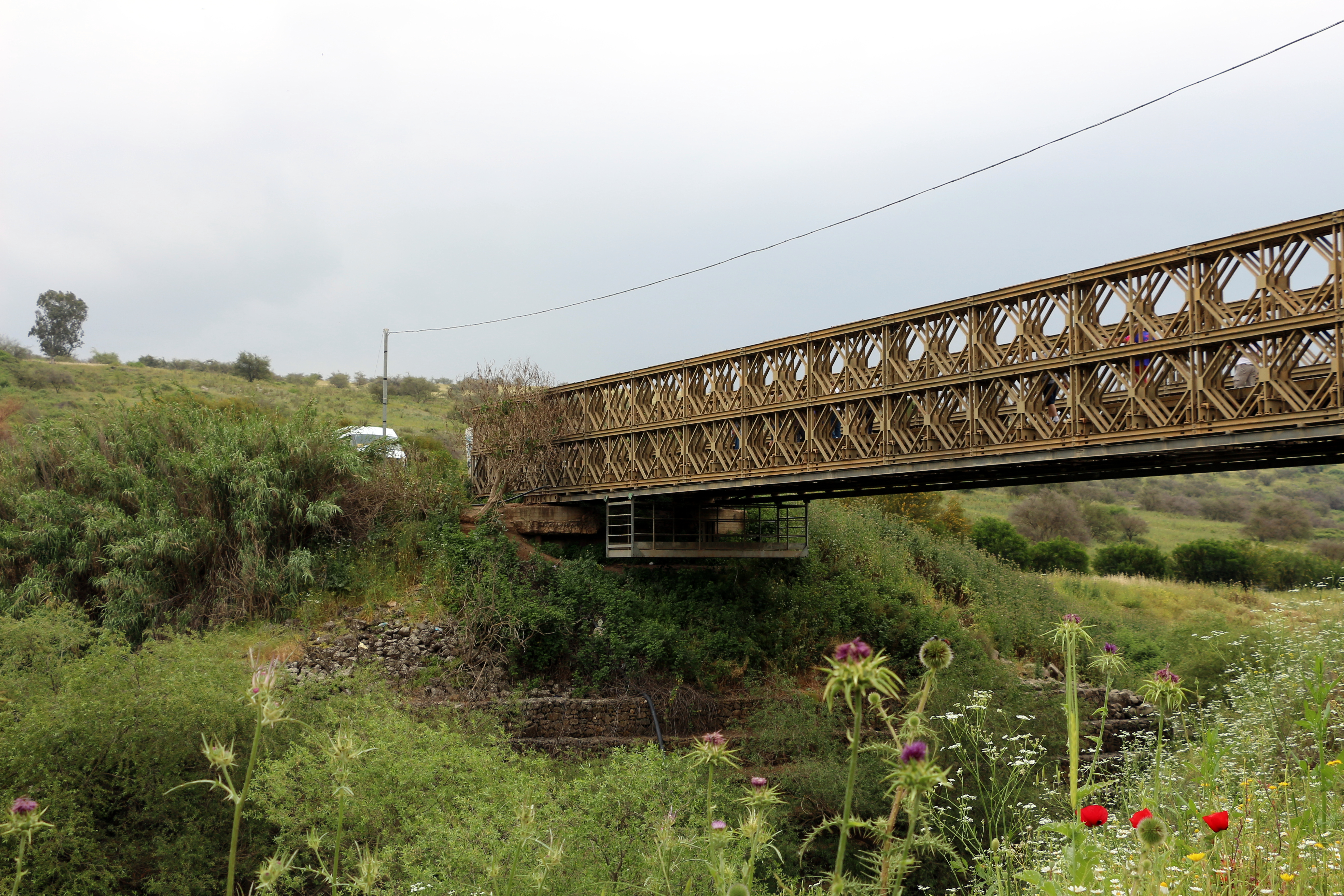
A ponte atual, em 2015

A ponte das filhas de Jacó ou vau de Jacó (em hebraico: גשר בנות יעקב; romaniz.: Gesher Bnot Ya'akov; em árabe: جسر بنات يعقوب; romaniz.: Jisr Benat Ya'kub) é um local no curso superior do rio Jordão onde se situa o último bom vau na extremidade meridional da vale de Hula, antes do Jordão estreitar entre o bloco de Corazim e os montes Golã. É um local de cruzamento do rio há milhares de anos, onde já existiram várias pontes. O nome vau de Jacó surgiu durante as Cruzadas e ainda é usado. A ponte era a a ponte medieval mais conhecida da Palestina e foi destruída durante a drenagem do lago de Hula.
As pontes ali construídas no passado estão na origem do topónimo árabe Jisr Benat Ya'kub, ("ponte das filhas de Jacó"), traduzido para hebraico como Gesher Bnot Ya'akov, o nome pelo qual é conhecido em Israel. O nome hebreu e a sua abreviatura GBY é usado no mundo académico para designar o importante sítio arqueológico pré-histórico. A ponte moderna faz parte da estrada 91 de Israel e cruza a fronteira entre Israel e a parte dos montes Golã ocupada por Israel. Como no passado, é de grande importância estratégica militar, pois é um dos únicos pontos fixos de atravessamento do Jordão superior, que liga os montes Golã à  Alta Galileia.[carece de fontes?]
Vestígios pré-históricos encontrados no local, analisados por arqueólogos alemães, americanos e da Universidade Hebraica de Jerusalém atestam que ali viveram Homininis no Paleolítico Inferior, na margem de um grande lago, predecessor do muito mais pequeno lago de Hula, que foi drenado artificialmente no século XX. Essas populações pré-históricas fabricavam ferramentas de pedra, matavam animais, colhiam plantas e provavelmente controlaram o fogo há 790 000 anos.
O vau fazia parte da Via Maris, antiquíssima rota comercial que ligava os impérios da Anatólia, Mesopotâmia e Egito e que fez parte da rota de caravanas entre a China e o Norte de África, pelo que o local foi de grande importância estratégica para os egípcios, hititas, assírios, judeus, árabes, cruzados e otomanos. Os cruzados construíram um castelo (Chastelet) acima do vau, que ameaçava a segurança de Damasco e foi prontamente atacado e destruído por Saladino em 1179, quando a construção ainda não tinha terminado. A velha ponte de arcos de pedra marcou o limite do avanço de Napoleão em 1799.[carece de fontes?]

## História
As escavações no sítio arqueológico de Gesher Benot Ya'aqov revelaram evidências de povoamento humano na região que remontam pelo menos a 750 000 anos. Arqueólogos da Universidade Hebraica de Jerusalém afirmam que o sítio atesta "comportamento humano avançado" meio milhão de anos antes do que tinha sido anteriormente estimado como possível. O seu relatório descreve um nível no sítio pertencente ao Acheulense (uma cultura do Paleolítico Inferior), onde foram encontrados numerosos artefactos de pedra, ossos de animais e restos de plantas. Segundo os arqueólogos Paul Pettitt e Mark White, no sítio foram encontradas as evidências mais antigas com reconhecimento generalizado do uso de fogo, datado de há aproximadamente 790 000 anos.

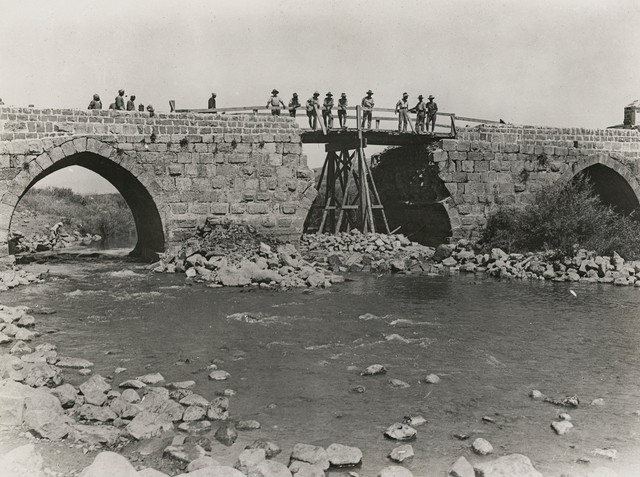
Fotografia da ponte em setembro de 1918, após ter sido reparada por sapadores ANZAC

Na Idade Média, o vau foi um ponto-chave na travessia do rio da rota comercial entre Acre e Damasco. Foi usado por cristãos e seljúcidas como uma das principais interseções entre as duas potências. Quando Hunfredo II de Toron foi cercado na cidade de Banias em 1157, o rei Balduíno III de Jerusalém logrou quebrar o cerco, mas caiu numa emboscada no vau de Jacó em junho do mesmo ano. Mais tarde, no mesmo século, Balduíno IV de Jerusalém e Saladino disputaram continuamente a área. Balduíno autorizou que os Templários construíssem um castelo que dominava o vau e a estrada entre Quneitra e Tiberíades. O castelo, conhecido como Vadum Iacob, Chastelet (em francês), Bayt al-Ahzan (em árabe) ou Metzad Ateret (em hebraico), foi destruído por Saladino em 23 de agosto de 1179, quando ainda estava em construção.[carece de fontes?]
Em 27 de setembro de 1918 ocorreu no local outra batalha, durante a Campanha do Sinai e Palestina da Primeira Guerra Mundial. A ponte foi tomada por forças de cavalaria australianas e indiano-britânicas do Corpo Montado do Deserto, no início do avanço que culminaria na conquista de Damasco. A ponte foi muito danificada senão mesmo destruída pelas tropas otomanas e alemãs em retirada mas foi rapidamente reparada por sapadores ANZAC.[carece de fontes?]
Na Noite da Pontes, de 16 para 17 de junho de 1946, a ponte foi novamente destruída pelo Haganá judeu. Os sírios capturaram a ponte em 11 de junho de 1948, durante a guerra israelo-árabe, mas depois retiraram nos termos do armistício de 1949. Depois da guerra, a ponte passou a fazer parte da zona desmilitarizada estabelecida pelo armistício. [carece de fontes?]
Em 1953, o local foi escolhido como para ser o ponto de recolha de água do Aqueduto Nacional de Israel, mas pressões americanas levaram a que a recolha fosse feita mais a sul, no mar da Galileia. Durante a Guerra dos Seis Dias, em 1967, uma brigada de paraquedistas capturou a área e o corpo de engenheiros do exército israelita construiu uma ponte Bailey. Durante a Guerra do Yom Kippur, em 1973, forças sírias estiveram perto da ponte mas não chegaram a atravessá-la.[carece de fontes?]
Em 2007 havia duas pontes Bailey, uma para trânsito de leste para oeste e outra para trânsito no sentido oposto. No mesmo ano ficou concluída uma ponte de betão e uma das pontes Bailey foi desmantelada. A outra foi mantida para ser usada em caso de emergência.[carece de fontes?]